# Comme des lions de pierre à l'entrée de la nuit
Pour plus de détails, voir Fiche technique et Distribution.
Comme des lions de pierre à l'entrée de la nuit (Like stone lions at the gateway into night) est un documentaire d'Olivier Zuchuat (2012) sorti en salle en 2013.

## Synopsis
Le film montre la déportation d'opposants politiques grecs entre 1947 et 1950, sur l'île de Makronissos, dans le but d'une rééducation nationaliste. Les images de l'île d'aujourd'hui, avec les ruines des camps, se mêlent aux images d'archives. Quant à la bande sonore elle alterne entre poèmes écrits par des déportés, haut-parleurs des camps serinant les règles à observer, et voix off présentant quelques informations supplémentaires .

## Distinctions

### Festivals
- 2012 : Visions du réel, Nyon, compétition internationale
- 2012 : Festival international du film documentaire et du film d'animation de Leipzig, compétition internationale

### Récompenses
- 2012 : Prix du jury œcuménique au Festival international du film documentaire et du film d'animation de Leipzig
- 2013 : Prix du jury au Festival international du film méditerranéen de Tétouan
- 2014 : Festival international du film insulaire (Groix) - prix du Jury (mention spéciale)